# Фюресдал
Фюресдал (норв. Fyresdal) — коммуна в губернии Телемарк в Норвегии. Административный центр коммуны — город Фолкестадбюэн. Официальный язык коммуны — нюнорск. Население коммуны на 2007 год составляло 1375 чел. Площадь коммуны Фюресдал — 1280,6 км², код-идентификатор — 0831.

## История населения коммуны
Население коммуны за последние 60 лет.